# Allylbromid
Allylbromid je organická sloučenina, bromovaný derivát propenu (patří tedy mezi halogenderiváty). Používá se jako alkylační činidlo při výrobě polymerů, léčiv, allylových i dalších organických sloučenin. Je to čirá až světle žlutá kapalina s intenzivním zápachem.